# Milford Sound
Milford Sound o Piopiotahi (del maorí: Piopiotahi) es un fiordo situado al suroeste de la isla Sur de Nueva Zelanda. Es el sitio más famoso de Nueva Zelanda con destino turístico, además de ser llamado la «octava maravilla del mundo» por Rudyard Kipling. Situada dentro del parque nacional de Fiordland, que está a su vez dentro del Te Wahipounamu, declarado Patrimonio de la Humanidad.

## Geografía
Milford Sound se extiende 15 kilómetros tierra adentro desde el mar de Tasmania y está rodeado de rocas escarpadas que alcanzan más de 1200 de altura en cada lado. Entre los picos se encuentra The Elephant (El Elefante) a 1517 m s. n. m., el cual asemeja la cabeza de un elefante, y Lion Mountain (Montaña León) a 1302 m s. n. m., con la forma de un león agazapado.
Respecto a la flora, predomina el bosque húmedo que se arraiga hasta lo más alto de los escarpados, mientras focas, delfines y pingüinos frecuentan estas aguas. 

### Clima
Con una media de precipitaciones anual de 6813 mm a lo largo de 182 días, un nivel alto hasta para la costa oeste, Milford Sound es conocido como el lugar más húmedo de Nueva Zelanda y uno de los más húmedos del mundo. Las precipitaciones pueden alcanzar los 250 mm en un lapso de 24 horas, las cuales crean docenas de cascadas temporales (así como también un número mayor de permanentes) recorriendo río abajo las caras escarpadas de las rocas, algunas alcanzan los 1000 metros de caída.
El agua de lluvia acumulada puede a veces causar que porciones del bosque húmedo pierdan agarre en las caras escarpadas de las rocas, lo cual ocasiona avalanchas de árboles que terminan en el fondo del cañón. El nacimiento de nuevos árboles luego de estas avalanchas se puede apreciar en distintas partes a través del lugar.
| Parámetros climáticos promedio de Milford Sound | Parámetros climáticos promedio de Milford Sound | Parámetros climáticos promedio de Milford Sound | Parámetros climáticos promedio de Milford Sound | Parámetros climáticos promedio de Milford Sound | Parámetros climáticos promedio de Milford Sound | Parámetros climáticos promedio de Milford Sound | Parámetros climáticos promedio de Milford Sound | Parámetros climáticos promedio de Milford Sound | Parámetros climáticos promedio de Milford Sound | Parámetros climáticos promedio de Milford Sound | Parámetros climáticos promedio de Milford Sound | Parámetros climáticos promedio de Milford Sound | Parámetros climáticos promedio de Milford Sound |
| Mes                                             | Ene.                                            | Feb.                                            | Mar.                                            | Abr.                                            | May.                                            | Jun.                                            | Jul.                                            | Ago.                                            | Sep.                                            | Oct.                                            | Nov.                                            | Dic.                                            | Anual                                           |
| ----------------------------------------------- | ----------------------------------------------- | ----------------------------------------------- | ----------------------------------------------- | ----------------------------------------------- | ----------------------------------------------- | ----------------------------------------------- | ----------------------------------------------- | ----------------------------------------------- | ----------------------------------------------- | ----------------------------------------------- | ----------------------------------------------- | ----------------------------------------------- | ----------------------------------------------- |
| Temp. máx. abs. (°C)                            | 28.3                                            | 28.2                                            | 27.4                                            | 23.7                                            | 20.7                                            | 17.7                                            | 16.9                                            | 18.9                                            | 20.8                                            | 23.4                                            | 25.9                                            | 27.7                                            | 28.3                                            |
| Temp. máx. media (°C)                           | 18.7                                            | 19.0                                            | 17.7                                            | 15.5                                            | 12.3                                            | 9.5                                             | 9.1                                             | 11.2                                            | 12.9                                            | 14.3                                            | 15.7                                            | 17.5                                            | 14.5                                            |
| Temp. media (°C)                                | 14.5                                            | 14.7                                            | 13.5                                            | 11.2                                            | 8.4                                             | 5.8                                             | 5.4                                             | 6.8                                             | 8.5                                             | 10.1                                            | 11.6                                            | 13.5                                            | 10.3                                            |
| Temp. mín. media (°C)                           | 10.3                                            | 10.4                                            | 8.9                                             | 6.8                                             | 4.2                                             | 1.9                                             | 1.3                                             | 2.2                                             | 3.9                                             | 5.8                                             | 7.4                                             | 9.3                                             | 6.0                                             |
| Temp. mín. abs. (°C)                            | 3.5                                             | 2.8                                             | 0.5                                             | −1.7                                            | −3.0                                            | −4.3                                            | −6.1                                            | −3.3                                            | −2.2                                            | −1.0                                            | 0.2                                             | 1.5                                             | −6.1                                            |
| Precipitación total (mm)                        | 717                                             | 499                                             | 640                                             | 585                                             | 641                                             | 440                                             | 418                                             | 427                                             | 523                                             | 688                                             | 522                                             | 648                                             | 6748                                            |
| Días de lluvias (≥ 1.0 mm)                      | 15.7                                            | 13.1                                            | 14.7                                            | 14.7                                            | 15.5                                            | 14.0                                            | 13.8                                            | 15.3                                            | 16.5                                            | 18.0                                            | 16.2                                            | 16.5                                            | 183.9                                           |
| Humedad relativa (%)                            | 87.5                                            | 90.1                                            | 91.3                                            | 91.9                                            | 91.6                                            | 91.6                                            | 91.0                                            | 90.7                                            | 90.2                                            | 88.2                                            | 85.5                                            | 85.3                                            | 89.6                                            |
| Fuente: CliFlo                                  |                                                 |                                                 |                                                 |                                                 |                                                 |                                                 |                                                 |                                                 |                                                 |                                                 |                                                 |                                                 |                                                 |

## Turismo

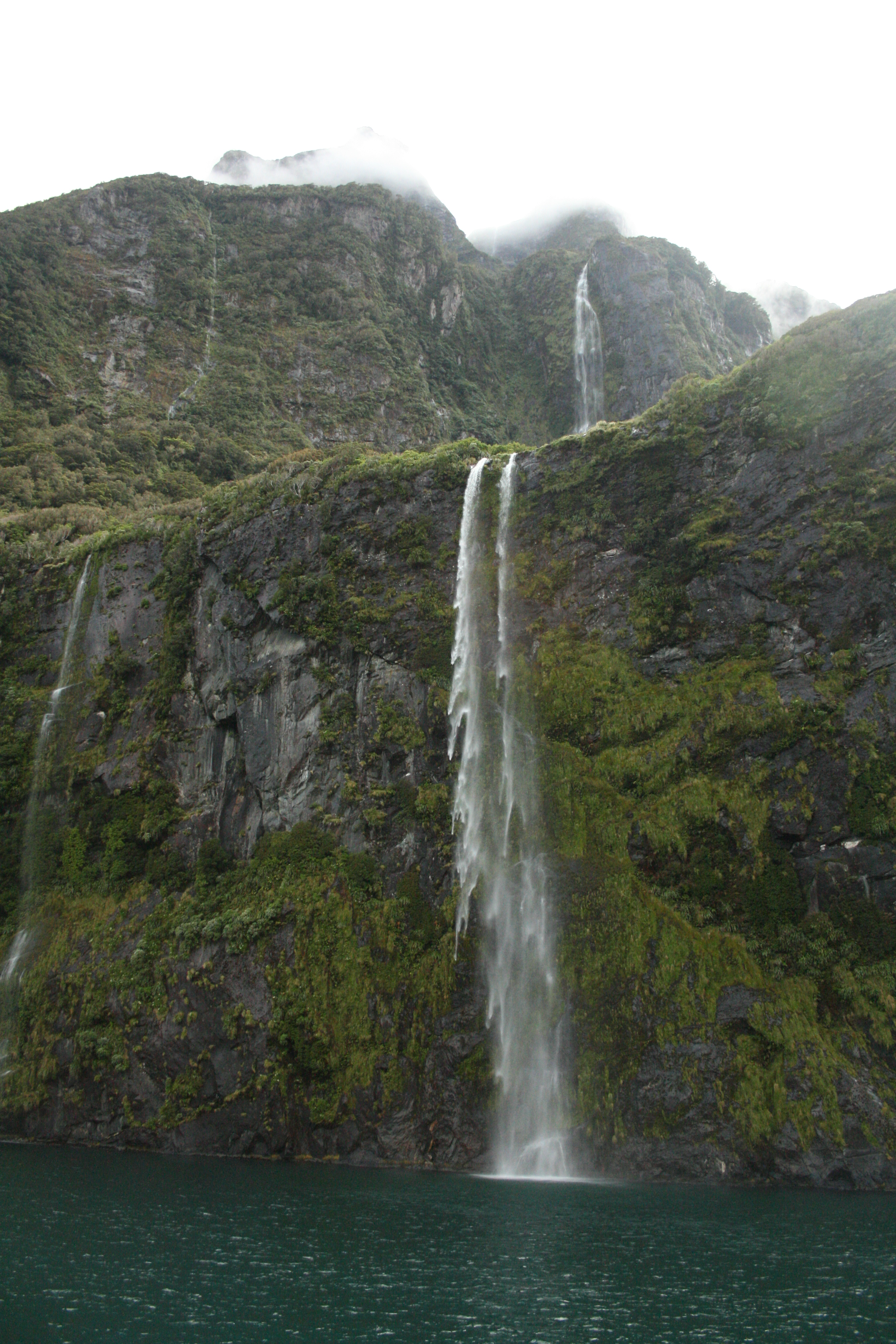
Cascadas laterales de los barrancos.

### Descripción
La belleza de este paisaje atrae a miles de visitantes cada día, con casi 550 000 en total por año.[cita requerida] Esto hace del Milford Sound uno de los sitios turísticos de Nueva Zelanda más visitados, y se podría decir que el más famoso destino turístico, pese a su alejada localización y el largo viaje desde los más cercanos pueblos.[cita requerida] La mayoría de los turistas que van a Milford Sound prefieren ir en los barcos turísticos que normalmente realizan trayectos que duran entre 1 y 2 horas.[cita requerida] Son ofrecidos por varias compañías, y parten desde el Centro de Visitantes de Milford Sound, también existe la opción de cruceros nocturnos.
El senderismo y el canotaje son habituales en Milford Sound. Por otro lado, hay una capacidad limitada de hospedaje, solo un pequeño porcentaje de turistas se quedan más de un día,[cita requerida] el resto suele quedarse en los pueblos cercanos como Te Anau o Queenstown.  
Un observatorio acuático turístico que se encuentra localizado en una de las costas del lago sirve a los visitantes para poder observar al coral negro, el cual usualmente solo se encuentra en aguas profundas. Más una superficie de agua fresca llena de tanino procedente de los bosques, ayudan a los corales a crecer en aguas cerca a la superficie.

### Transporte
Por carretera, Milford Sound está a 295 km de Queenstown y a 279 km de Invercargill (unas 4 horas de viaje), la mayoría de los autobuses turísticos parten de Queenstown o Te Anau, un pequeño centro turístico a 121 km al sur. Hay además vuelos en aviones pequeños y helicópteros turísticos desde y hacia el aeropuerto de Milford. El camino hacia Milford Sound atraviesa varios paisajes montañosos antes de llegar a los 1.2 km del Homer Tunnel, el cual emerge desde los bosques húmedos hasta llegar al valle. En el camino por la montaña hay varias corrientes de viento lo que hace que en invierno haya avalanchas y cierres de la carretera.
La larga distancia hacia Milford Sound desde Queenstown, hace que los operadores turísticos salgan desde muy temprano por la mañana y vuelvan muy tarde por la noche, dejando que los turistas tengan algunas horas al mediodía para visitar Milford Sound, como consecuencia, hay una gran congestión de tráfico en las horas punta del día, en la temporada turística. Una alternativa pera evitar un día tan largo y disfrutar la carretera Milford más detenidamente es hospedarse en el pueblo de Te Anau la noche antes de ir a Milford Sound por carretera y salir temprano de Te Anau.  
A través de los años, se han discutido muchas formas de acortar la distancia entre Queenstone y Milford Sound, entre ellas la góndola, un túnel más rápido o un monorail, todos estos tendrían que pasar por Te Anau, lo que aportaría mucho al turismo de este pequeño pueblo.
Milford Sound se puede alcanzar a pie través de la famosa travesía Milford track, algo parecido al Camino de Santiago en Compostela, Galicia.

## Otros aspectos
El 8 de febrero de 2004 se derramaron 13 000 litros de diésel, teniendo como consecuencia una mancha de más de 2 km de largo, lo que hizo cerrar el Milford Sound por 2 días mientras varias actividades de limpieza se llevaron a cabo. Aparentemente una manguera fue utilizada para desviar el crudo desde uno de los tanques de los barcos turísticos, según varias declaraciones podría ser ecoterrorismo, por la gran influencia de turistas que vienen en los últimos años.
El derrame fue limpiado por completo y al parecer los daños causados fueron mínimos.

## En cinematografía
Cerca de Milford Sound se rodaron algunas escenas de Argonath en El Señor de los Anillos: la Comunidad del Anillo.
- Alien: Covenant de Ridley Scott.

## Galería

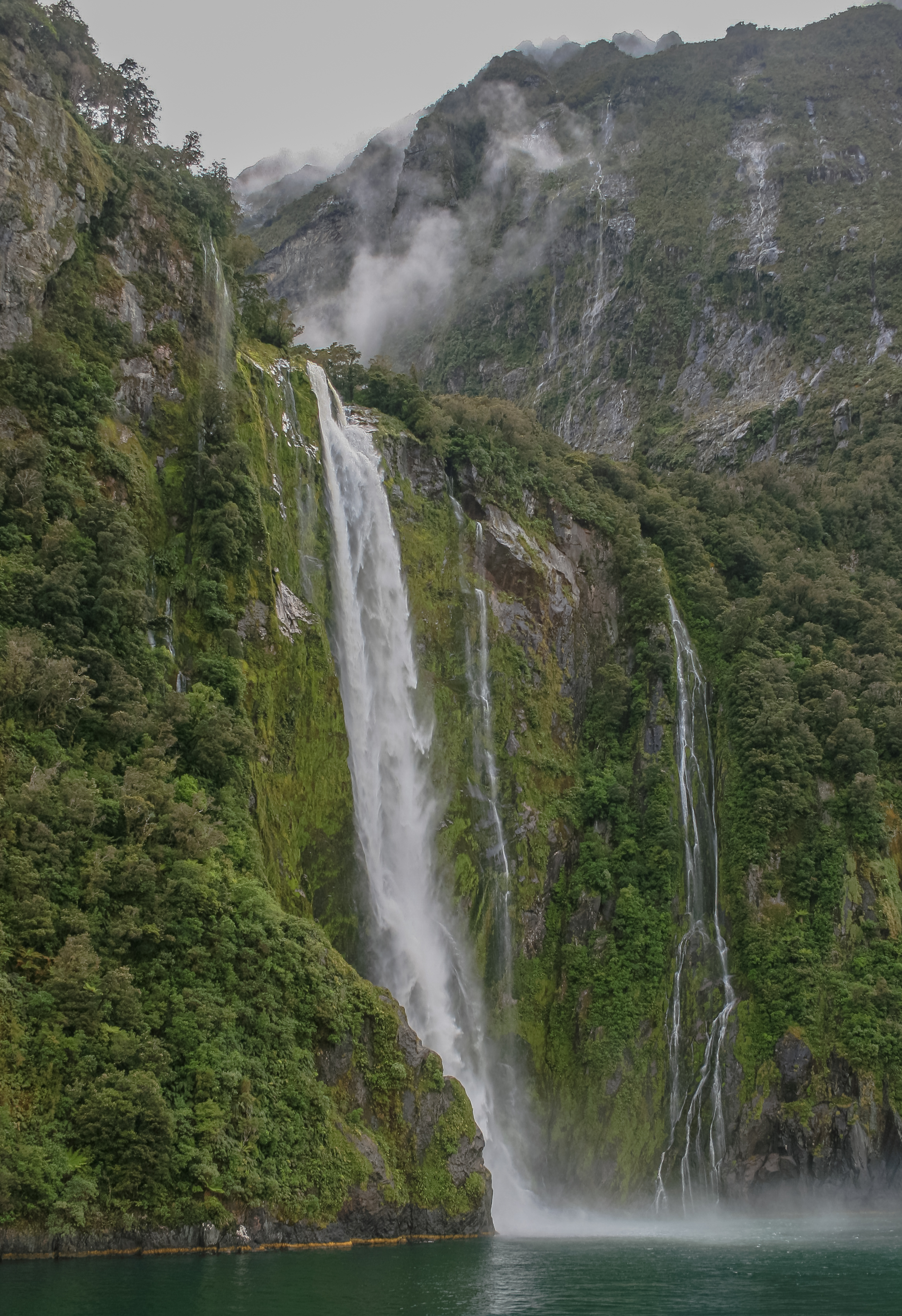
Detalle de una catarata.
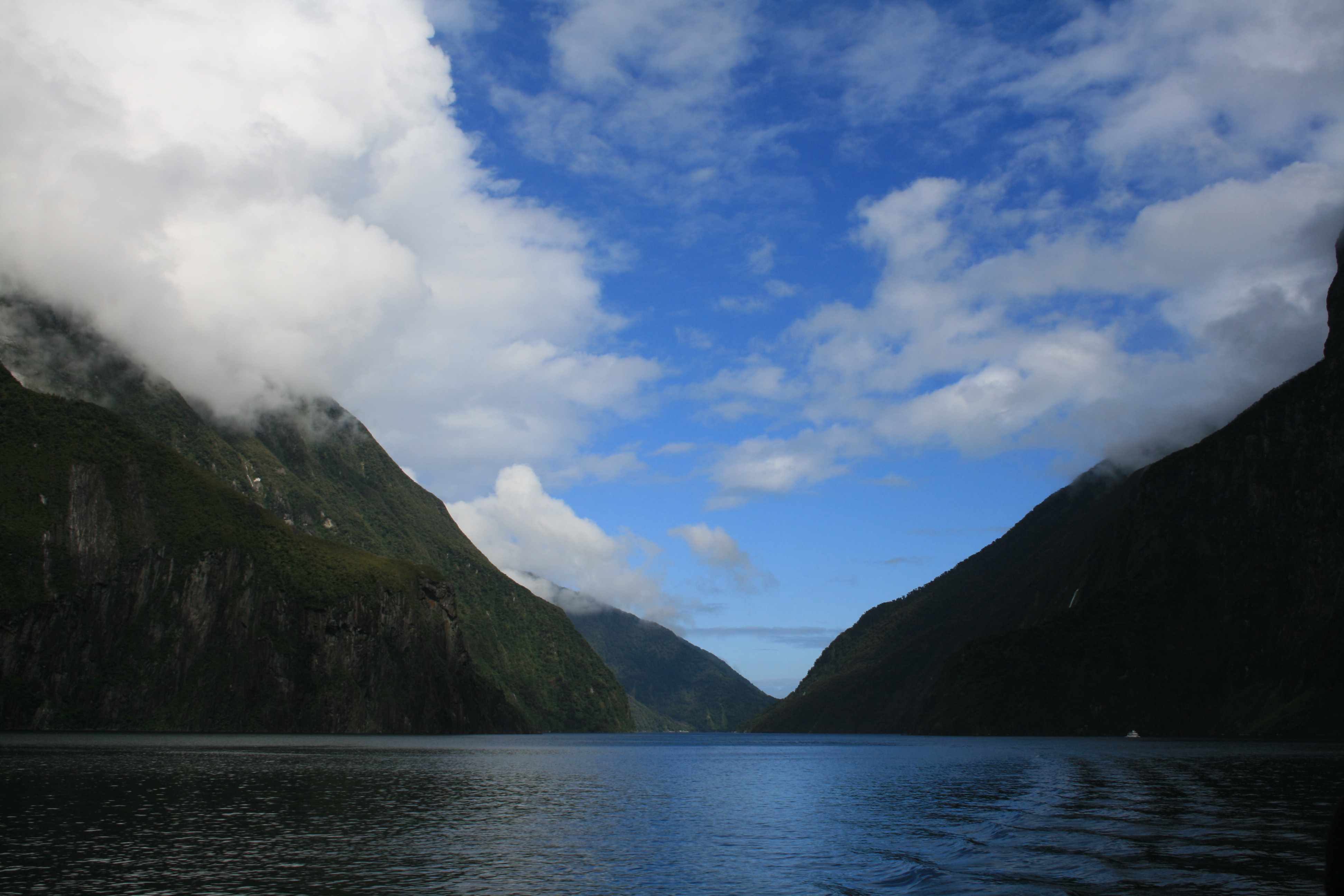
Vista general del fiordo.
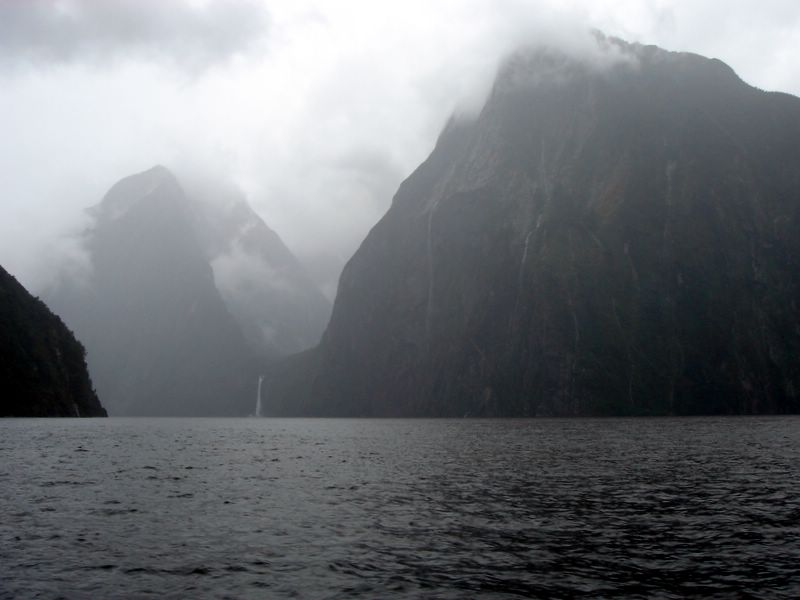
Acantilados en la vertiente norte en un día húmedo y neblinoso.
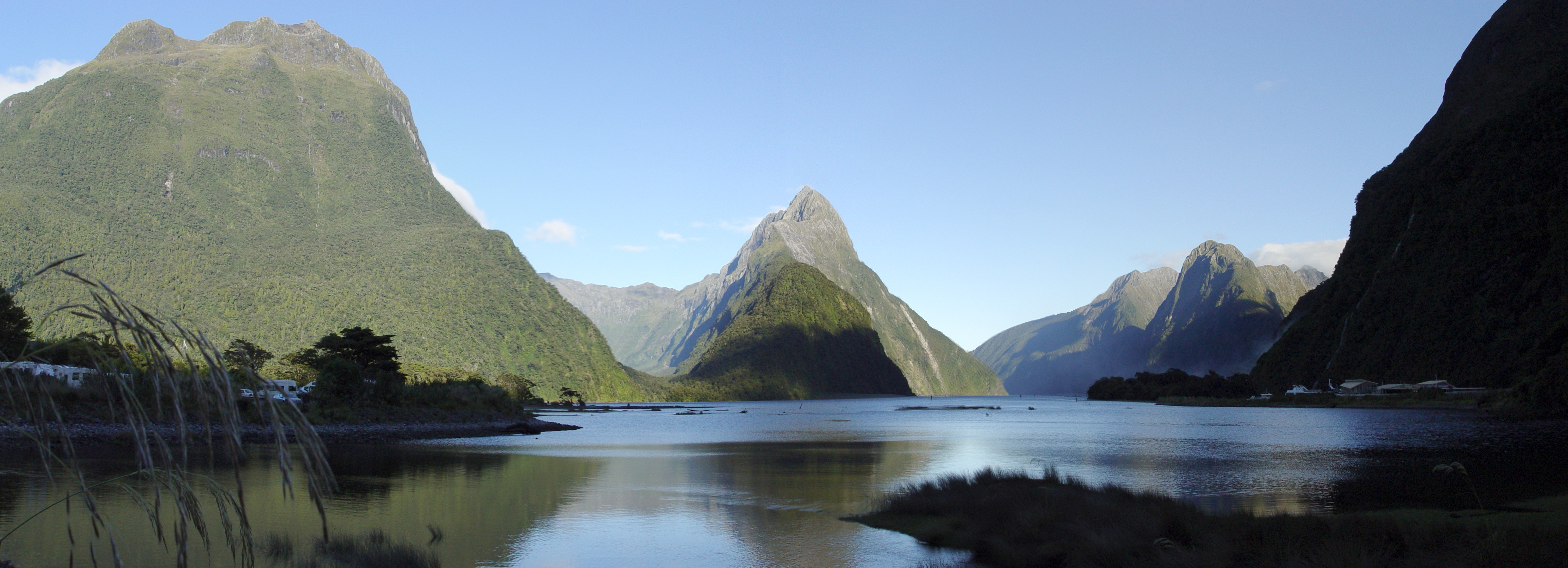
Milford Sound en un claro día de verano.
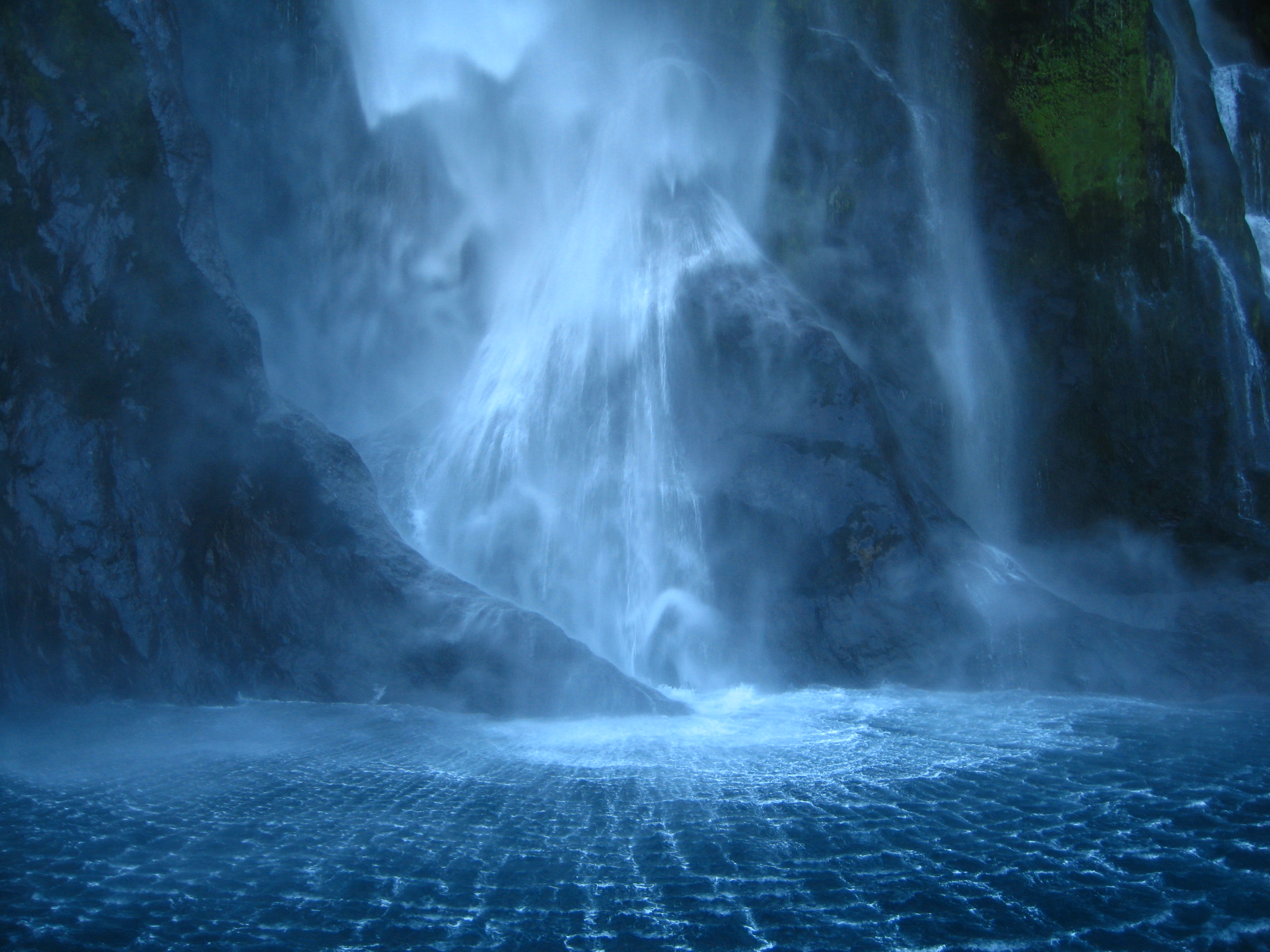
Stirling Falls.
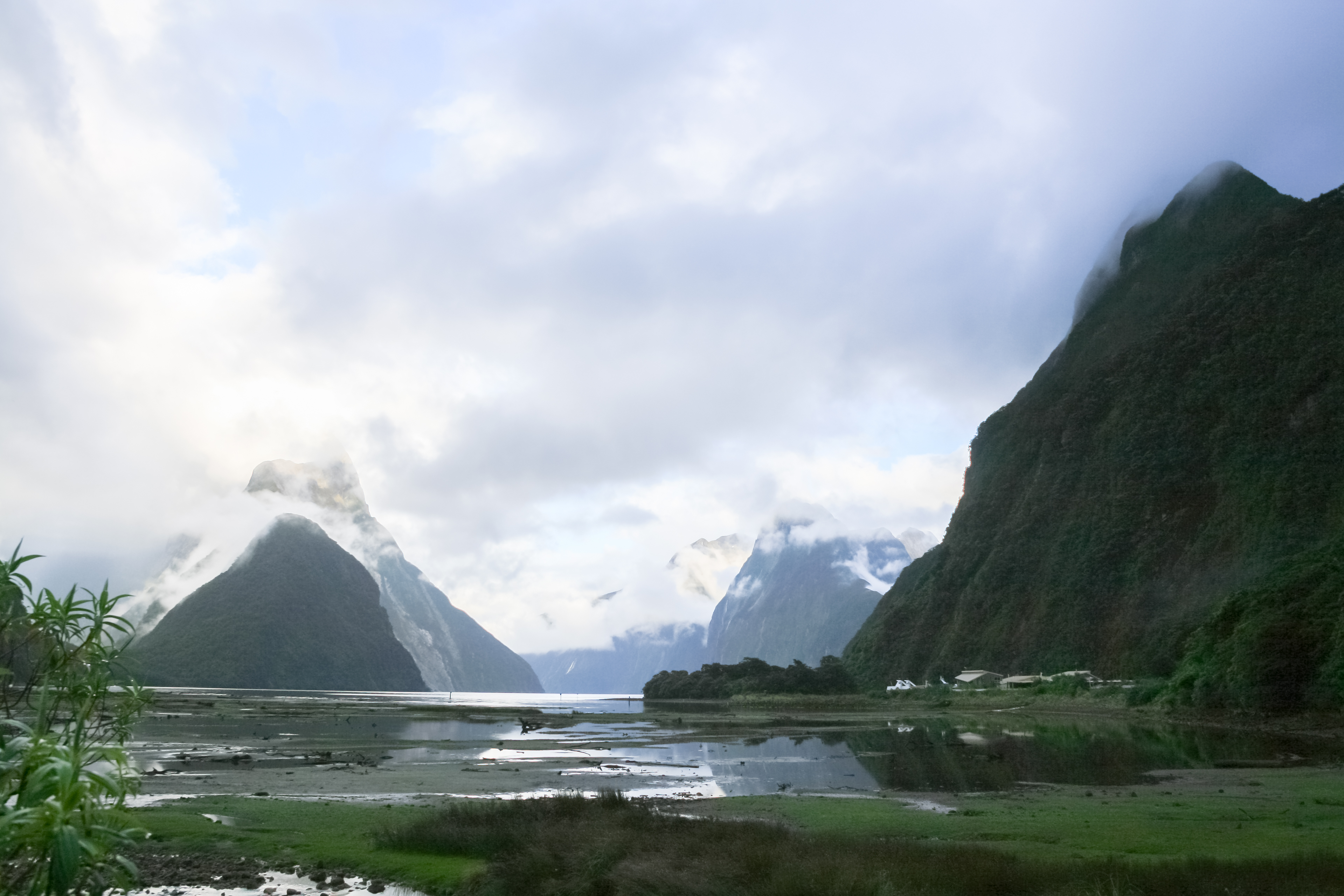
Vista al amanecer.
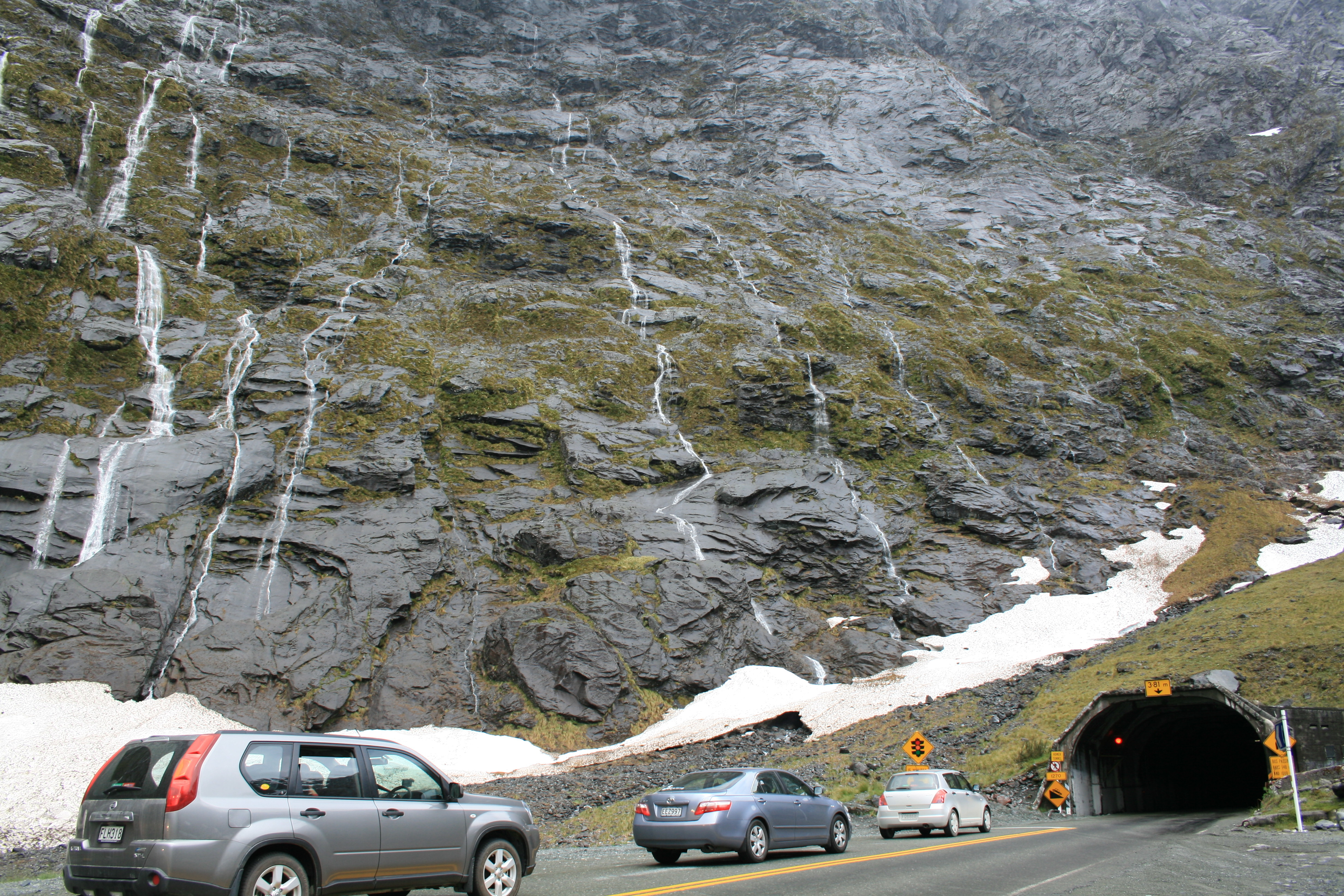
Carretera en las cercanías del fiordo.